# سید محسن علوی
سید محسن علوی نمایندهٔ دهمین دورهٔ مجلس شورای اسلامی در حوزه لامرد و مهر بود.
وی در انتخابات هفتم اسفند ۱۳۹۴ با ۴۰ هزار و ۴۱۴ رأی راهی بهارستان شد. او فرزند سید محمود علوی وزیر اطلاعات جمهوری اسلامی ایران است.و به عنوان نامزد مستقل در انتخابات شرکت کرد.